# 김제서고등학교
김제서고등학교(金堤西高等學校)는 대한민국 전북특별자치도 김제시 죽산면 죽산리에 있는 사립 고등학교이다.

## 학교 연혁
- 1950년 4월 28일 : 죽산학원 설립, 중학교 인가
- 1952년 5월 11일 : 죽산고등학교 설립인가
- 1975년 12월 24일 : 기정학원으로 정관 변경
- 1975년 12월 24일 : 김제서중고등학교로 교명 변경
- 1976년 11월 20일 : 교사 증축 낙성 (연 560평, 3층 슬라브)
- 1976년 11월 30일 : 9학급으로 학급 증설
- 1978년 10월 10일 : 부속건물 준공 (연건평 100평)
- 2002년 12월 31일 : 강당 준공(총면적 1,030.92m2)
- 2003년 12월 31일 : 생활관 준공(총면적 922m2)
- 2006년 5월 6일 : 학교급식소 준공(총면적 270m2)
- 2021년 1월 15일 : 이사장 곽근찬 선생 취임
- 2023년 3월 2일 : 국제규격 인조잔디 축구장 및 조명타워 완공(7,480m2)
- 2023년 9월 1일 : 제20대 교장 조성민 선생 취임
- 2023년 12월 29일 : 제70회 졸업 졸업생수 17명, 총졸업생수 6,235명(남 3,599명, 여 2,636명)

## 참고 자료
- 김제서고등학교 - 한국교육학술정보원 학교알리미